# 金泉镇
金泉镇，是中华人民共和国陕西省汉中市勉县下辖的一个乡镇级行政单位。

## 行政区划
金泉镇下辖以下地区：
拥西村、墓下村、墓上村、拥东村、拥新村、群英村、勤俭村和海秀村。